# Matteo Spada
Matteo Spada, detto Teo (Faenza, 14 agosto 1984), è un giocatore di football americano italiano dei Titans Romagna.
Ha partecipato a tre campionati di "Serie B" N.F.L.I. (2004, 2005 e 2007), un campionato di "Serie A2" NFLI (2006), due campionati giovanili "Under 21" NFLI (2004 e 2005), un campionato nella massima serie del campionato irlandese IAFL (2008, nei Cork Admirals), 5 campionati LENAF (2008 - 2009 - 2010 - 2011 - 2012), convocato nell'estate 2011 con la Nazionale Maggiore, il "Blue Team", per partecipare al " 4 Helmet Trophy" e si appresta ad iniziare una nuova stagione, sempre con la maglia #84 dei Titans Romagna ancora nel campionato LENAF.

## Statistiche di gioco
|                                                               |                                                               |      |                | Corse      | Corse   | Corse          | Ricezioni   | Ricezioni | Ricezioni        | Altro          | Altro             | Altro    |      |
| Stagione                                                      | Stagione                                                      | G    | Yd All-purpose | Yd Portate | Portate | Yd Per portata | Yd Ricevute | Ricezioni | Yd Per passaggio | Yd Punt return | Yd Kickoff return | Yd Varie | TD   |
| ------------------------------------------------------------- | ------------------------------------------------------------- | ---- | -------------- | ---------- | ------- | -------------- | ----------- | --------- | ---------------- | -------------- | ----------------- | -------- | ---- |
| 2004                                                          | Under-21                                                      | ?    | ?              | ?          | ?       | ?              | ?           | ?         | ?                | ?              | ?                 | ?        | ?    |
| 2005                                                          | Under-21                                                      | ?    | ?              | ?          | ?       | ?              | ?           | ?         | ?                | ?              | ?                 | ?        | ?    |
| Totale Under-21 (Titans Romagna)                              | Totale Under-21 (Titans Romagna)                              | ?    | ?              | ?          | ?       | ?              | ?           | ?         | ?                | ?              | ?                 | ?        | ?    |
| 2004                                                          | Serie B                                                       | ?    | ?              | ?          | ?       | ?              | ?           | ?         | ?                | ?              | ?                 | ?        | ?    |
| 2005                                                          | Serie B                                                       | ?    | ?              | ?          | ?       | ?              | ?           | ?         | ?                | ?              | ?                 | ?        | ?    |
| 2006                                                          | Serie A2                                                      | ?    | ?              | ?          | ?       | ?              | ?           | ?         | ?                | ?              | ?                 | ?        | ?    |
| 2007                                                          | Serie B                                                       | ?    | ?              | ?          | ?       | ?              | ?           | ?         | ?                | ?              | ?                 | ?        | ?    |
| Totale Serie B/A2 (Titans Romagna)                            | Totale Serie B/A2 (Titans Romagna)                            | ?    | ?              | ?          | ?       | ?              | ?           | ?         | ?                | ?              | ?                 | ?        | ?    |
| 2008                                                          | IAFL                                                          | ?    | ?              | ?          | ?       | ?              | ?           | ?         | ?                | ?              | ?                 | ?        | ?    |
| Totale IAFL (Cork Admirals)                                   | Totale IAFL (Cork Admirals)                                   | ?    | ?              | ?          | ?       | ?              | ?           | ?         | ?                | ?              | ?                 | ?        | ?    |
| 2008                                                          | LENAF                                                         | ?    | ?              | ?          | ?       | ?              | ?           | ?         | ?                | ?              | ?                 | ?        | ?    |
| 2009                                                          | LENAF                                                         | 8    | 1098           | 226        | 30      | 7,5            | 369         | 21        | 17,6             | 203            | 289               | 11       | 14   |
| 2010                                                          | LENAF                                                         | 8    | 797            | 275        | 33      | 8,3            | 212         | 10        | 21,2             | 105            | 205               | 0        | 8    |
| 2011                                                          | LENAF                                                         | 2    | 233            | 12         | 9       | 1,3            | 24          | 1         | 24               | 25             | 172               | 0        | 3    |
| 2012                                                          | LENAF                                                         | 5    | 527            | 31         | 8       | 3,9            | 373         | 12        | 31,1             | 22             | 101               | 0        | 5    |
| 2013                                                          | LENAF                                                         | 6    | 608            | 67         | 6       | 11,2           | 334         | 19        | 17,6             | 81             | 126               | 0        | 5    |
| 2014                                                          | 2Div                                                          | 8    | 1025           | 2          | 8       | 0,25           | 583         | 29        | 20,1             | 68             | 287               | 85       | 10   |
| 2015                                                          | 2Div                                                          | 9    | 1000           | 91         | 23      | 4,0            | 618         | 37        | 16,7             | 43             | 169               | 79       | 9    |
| 2016                                                          | 2Div                                                          | 10   | 1056           | 73         | 6       | 12,2           | 609         | 38        | 16,0             | 174            | 200               | 0        | 13   |
| Totale LENAF/2Div (Titans Romagna/UTA Forlì-Pesaro)           | Totale LENAF/2Div (Titans Romagna/UTA Forlì-Pesaro)           | 56+? | 6344+?         | 777+?      | 123+?   |                | 3122+?      | 169+?     |                  | 721+?          | 1549+?            | 175+?    | 67+? |
| 2017                                                          | 1Div                                                          | 9    | 994            | 30         | 8       | 3,75           | 661         | 37        | 17,9             | 36             | 267               | 0        | 8    |
| 2018                                                          | 1Div                                                          | ?    | ?              | ?          | ?       | ?              | ?           | ?         | ?                | ?              | ?                 | ?        | ?    |
| Totale 1 Div (UTA Pesaro)                                     | Totale 1 Div (UTA Pesaro)                                     | 9    | 994            | 30         | 8       | 3,75           | 661         | 37        | 17,9             | 36             | 267               | 0        | 8    |
| 2019                                                          | CIF9                                                          | ?    | ?              | ?          | ?       | ?              | ?           | ?         | ?                | ?              | ?                 | ?        | ?    |
| Totale CIF9 (Broncos-Titans Romagna)                          | Totale CIF9 (Broncos-Titans Romagna)                          | ?    | ?              | ?          | ?       | ?              | ?           | ?         | ?                | ?              | ?                 | ?        | ?    |
| Totale Titans Romagna/UTA Forlì-Pesaro/Broncos-Titans Romagna | Totale Titans Romagna/UTA Forlì-Pesaro/Broncos-Titans Romagna | 56+? | 6344+?         | 777+?      | 123+?   |                | 3122+?      | 169+?     |                  | 721+?          | 1549+?            | 175+?    | 67+? |
| Totale Italia                                                 | Totale Italia                                                 | 65+? | 7338+?         | 807+?      | 131+?   |                | 3783+?      | 206+?     |                  | 757+?          | 1816+?            | 175+?    | 75+? |
| Totale Irlanda                                                | Totale Irlanda                                                | ?    | ?              | ?          | ?       | ?              | ?           | ?         | ?                | ?              | ?                 | ?        | ?    |
| Totale                                                        | Totale                                                        | 65+? | 7338+?         | 807+?      | 131+?   |                | 3783+?      | 206+?     |                  | 757+?          | 1816+?            | 175+?    | 75+? |

Statistiche aggiornate alla stagione 2017.